# Chimaeriformes
Chimaeriformes (Himere) este un ordin taxonomic de pești care face parte din clasa Chondrichthyes împreună cu ordinul rechinilor și al calcanilor. Speciile din acest ordin trăiesc în mările din apropierea continentelor. Ordinul cuprinde circa 50 de specii care au rămas singurele reprezentante ale subclasei Holocephalilor.

## Răspândire
Acești pești trăiesc în aproape toate mările lumii, în apropierea continentelor, de la Oceanul Arctic și mările tropicale până în apropiere de Antarctica. Ei trăiesc la adâncimi între 200 și 2000 m, putând fi întâlniți până la 3000 m adâncime.

## Caractere morfologice

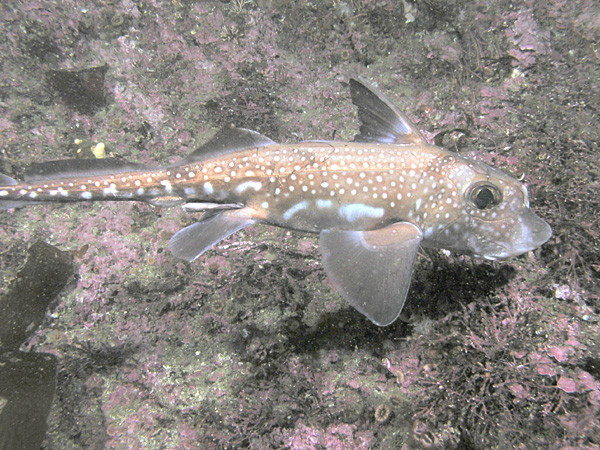
Hydrolagus colliei

Peștii au o lungime între 40 cm și 1,50 m, femelele fiind mai mari decât masculii. Corpul lor este turtit dorsoventral, înotătoarea pectorală bine dezvoltată fiind lățită, în deplasările lente este folosită ca o aripă. Cele două înotătoare dorsale sunt scurte, prima înotătoare are un ghimpe veninos. Coada este alungită și se termină ca un „bici”, iar la unele specii se termină bifurcat, fiind inegală ca la rechini. În afară de unele excepții corpul este acoperit de solzi în formă de seceră. Organele sexuale sunt acoperite de o valvulă. Fecundarea are loc prin copulație, ca la unii rechini. Ca și ceilalți pești cartilaginoși nici aceste specii nu au vezică înotătoare. Spre deosebire de rechini și calcani, la cap se află câte 4 fante branhiale pe fiecare parte a capului. Gura lor situată ventral este mică, dinții sunt uniți între ei, ochii sunt mari.

## Mod de viață
Speciile din acest ordin sunt pești carnivori, ei se hrănindu-se cu nevertebrate marine, echinoderme, moluște, crustacee, ca și pești mici. Din punct de vedere al reproducerii unele specii sunt ovipare, femela depunând ouă.

## Sistematică
Parahelicoprion, sunt probabil mai înrudite cu pisicile de mare, ca și cu rechinii.
|                   | Paraselachimorpha |
|                   | |
| Holocephalimorpha | \| \| diferite specii \| \| \| \| \| \| specii dispărute \| \| \| \| \| \| Grupe \| \| \| \| \| \| Himere (Neopterygii) \| \| \| \| |
|                   | \| \| diferite specii \| \| \| \| \| \| specii dispărute \| \| \| \| \| \| Grupe \| \| \| \| \| \| Himere (Neopterygii) \| \| \| \| |
|                   | diferite specii |
|                   | |
|                   | specii dispărute |
|                   | |
|                   | Grupe |
|                   | |
|                   | Himere (Neopterygii) |
|                   | |

|  | diferite specii      |
|  |                      |
|  | specii dispărute     |
|  |                      |
|  | Grupe                |
|  |                      |
|  | Himere (Neopterygii) |
|  |                      |

|                   | Paraselachimorpha |
|                   | |
| Holocephalimorpha | \| \| diferite specii \| \| \| \| \| \| specii dispărute \| \| \| \| \| \| Grupe \| \| \| \| \| \| Himere (Neopterygii) \| \| \| \| |
|                   | \| \| diferite specii \| \| \| \| \| \| specii dispărute \| \| \| \| \| \| Grupe \| \| \| \| \| \| Himere (Neopterygii) \| \| \| \| |
|                   | diferite specii |
|                   | |
|                   | specii dispărute |
|                   | |
|                   | Grupe |
|                   | |
|                   | Himere (Neopterygii) |
|                   | |

|  | diferite specii      |
|  |                      |
|  | specii dispărute     |
|  |                      |
|  | Grupe                |
|  |                      |
|  | Himere (Neopterygii) |
|  |                      |

|                   | Paraselachimorpha |
|                   | |
| Holocephalimorpha | \| \| diferite specii \| \| \| \| \| \| specii dispărute \| \| \| \| \| \| Grupe \| \| \| \| \| \| Himere (Neopterygii) \| \| \| \| |
|                   | \| \| diferite specii \| \| \| \| \| \| specii dispărute \| \| \| \| \| \| Grupe \| \| \| \| \| \| Himere (Neopterygii) \| \| \| \| |
|                   | diferite specii |
|                   | |
|                   | specii dispărute |
|                   | |
|                   | Grupe |
|                   | |
|                   | Himere (Neopterygii) |
|                   | |

|  | diferite specii      |
|  |                      |
|  | specii dispărute     |
|  |                      |
|  | Grupe                |
|  |                      |
|  | Himere (Neopterygii) |
|  |                      |

|                   | Paraselachimorpha |
|                   | |
| Holocephalimorpha | \| \| diferite specii \| \| \| \| \| \| specii dispărute \| \| \| \| \| \| Grupe \| \| \| \| \| \| Himere (Neopterygii) \| \| \| \| |
|                   | \| \| diferite specii \| \| \| \| \| \| specii dispărute \| \| \| \| \| \| Grupe \| \| \| \| \| \| Himere (Neopterygii) \| \| \| \| |
|                   | diferite specii |
|                   | |
|                   | specii dispărute |
|                   | |
|                   | Grupe |
|                   | |
|                   | Himere (Neopterygii) |
|                   | |

|  | diferite specii      |
|  |                      |
|  | specii dispărute     |
|  |                      |
|  | Grupe                |
|  |                      |
|  | Himere (Neopterygii) |
|  |                      |

## Clasificare

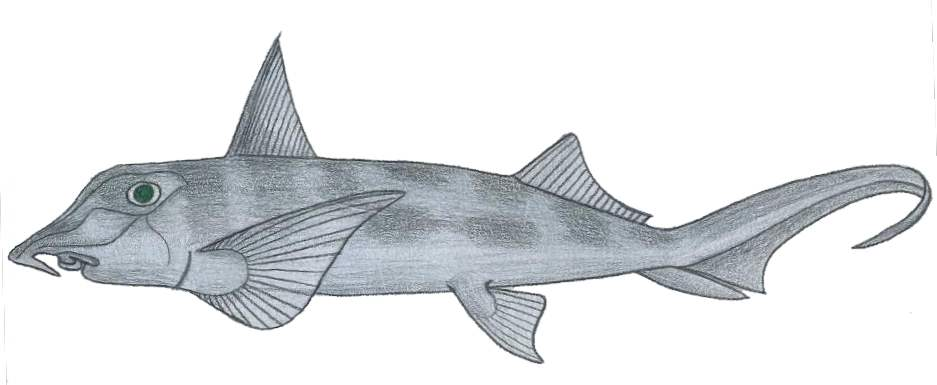
Callorhinchus callorynchus

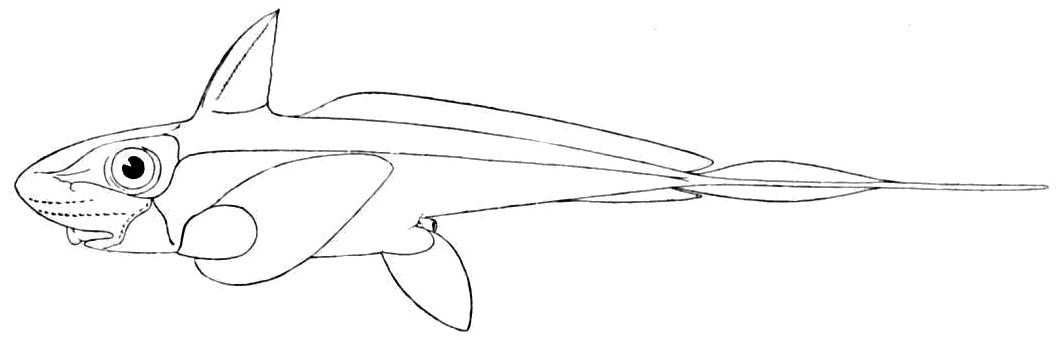
Chimaera monstrosa

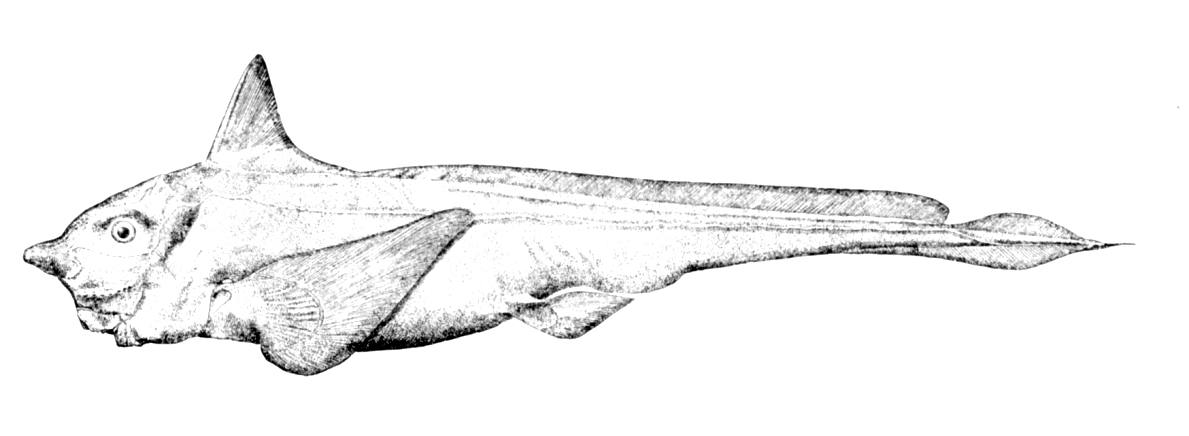
Hydrolagus affinis

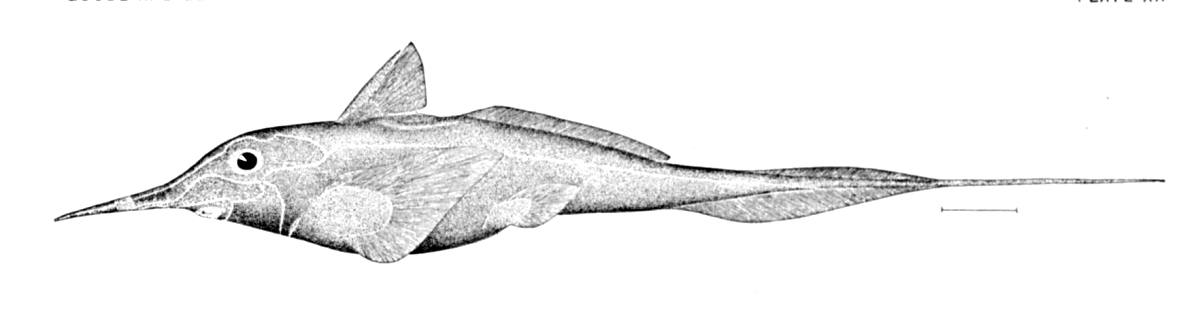
Harriotta raleighana

- Familia Callorhinchidae Garman, 1901
  - Genul Callorhinchus Lacépède, 1798
    - Callorhinchus callorynchus Linnaeus, 1758
    - Callorhinchus capensis A. H. A. Duméril, 1865
    - Callorhinchus milii Bory de Saint-Vincent, 1823
- Familia Chimaeridae Bonaparte, 1831
  - Genul Chimaera Linnaeus, 1758
    - Chimaera argiloba Last, W. T. White & Pogonoski, 2008
    - Chimaera bahamaensis Kemper, Ebert, Didier & Compagno, 2010
    - Chimaera cubana Howell-Rivero, 1936
    - Chimaera fulva Didier, Last & W. T. White, 2008
    - Chimaera jordani S. Tanaka (I), 1905
    - Chimaera lignaria Didier, 2002
    - Chimaera macrospina Didier, Last & W. T. White, 2008
    - Chimaera monstrosa Linnaeus, 1758
    - Chimaera notafricana Kemper, Ebert, Compagno & Didier, 2010
    - Chimaera obscura Didier, Last & W. T. White, 2008
    - Chimaera opalescens Luchetti, Iglésias & Sellos, 2011
    - Chimaera owstoni S. Tanaka (I), 1905
    - Chimaera panthera Didier, 1998
    - Chimaera phantasma Jordan & Snyder, 1900

  - Genul Hydrolagus Gill, 1863
    - Hydrolagus affinis Brito Capello, 1868
    - Hydrolagus africanus Gilchrist, 1922
    - Hydrolagus alberti Bigelow & Schroeder, 1951
    - Hydrolagus alphus Quaranta, Didier, Long & Ebert, 2006
    - Hydrolagus barbouri Garman, 1908
    - Hydrolagus bemisi Didier, 2002
    - Hydrolagus colliei Lay & E. T. Bennett, 1839
    - Hydrolagus deani H. M. Smith & Radcliffe, 1912
    - Hydrolagus eidolon Jordan & Hubbs, 1925
    - Hydrolagus homonycteris Didier, 2008
    - Hydrolagus lemures Whitley, 1939
    - Hydrolagus lusitanicus Moura, Figueiredo, Bordalo-Machado, Almeida & Gordo, 2005
    - Hydrolagus macrophthalmus de Buen, 1959
    - Hydrolagus marmoratus Didier, 2008
    - Hydrolagus matallanasi Soto & Vooren, 2004
    - Hydrolagus mccoskeri Barnett, Didier, Long & Ebert, 2006
    - Hydrolagus melanophasma K. C. James, Ebert, Long & Didier, 2009
    - Hydrolagus mirabilis Collett, 1904
    - Hydrolagus mitsukurii Jordan & Snyder, 1904
    - Hydrolagus novaezealandiae Fowler, 1911
    - Hydrolagus ogilbyi Waite, 1898
    - Hydrolagus pallidus Hardy & Stehmann, 1990
    - Hydrolagus purpurescens Gilbert, 1905
    - Hydrolagus trolli Didier & Séret, 2002
    - Hydrolagus waitei Fowler, 1907
- Familia Rhinochimaeridae Garman, 1901
  - Genul Harriotta Goode & Bean, 1895
    - Harriotta haeckeli Karrer, 1972
    - Harriotta raleighana Goode & Bean, 1895

  - Genul Neoharriotta Bigelow & Schroeder, 1950
    - Neoharriotta carri Bullis & J. S. Carpenter, 1966
    - Neoharriotta pinnata Schnakenbeck, 1931
    - Neoharriotta pumila Didier & Stehmann, 1996

  - Genul Rhinochimaera Garman, 1901
    - Rhinochimaera africana Compagno, Stehmann & Ebert, 1990
    - Rhinochimaera atlantica Holt & Byrne, 1909
    - Rhinochimaera pacifica Mitsukuri, 1895